# Matthieu Proulx
Matthieu Proulx, né le 16 avril 1981 à Plaster Rock (Nouveau-Brunswick) est un joueur de football canadien ayant évolué avec les Alouettes de Montréal.  Il est présentement commentateur sportif pour le Réseau des sports. Il a commencé à jouer au football avec les Dukes de Gloucester, au niveau midget. De 2001 à 2004, il a joué pour le Rouge et Or de l'Université Laval, au poste de demi défensif. Avec cette équipe, il a remporté à deux reprises la Coupe Vanier (en 2003 et 2004). Par la suite, il a été repêché par les Alouettes de Montréal, avec lesquelles il a évolué de 2005 à 2010 au poste de maraudeur.
Il entreprend ses études collégiales au Collège André-Grasset et obtient son diplôme en 2001.